# Kunstuitleen en Kunst in Huis

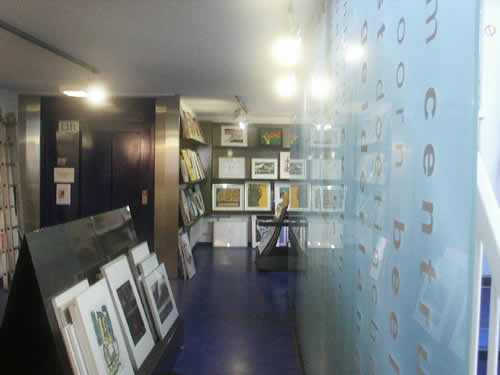
Interieur van een kunstuitleen

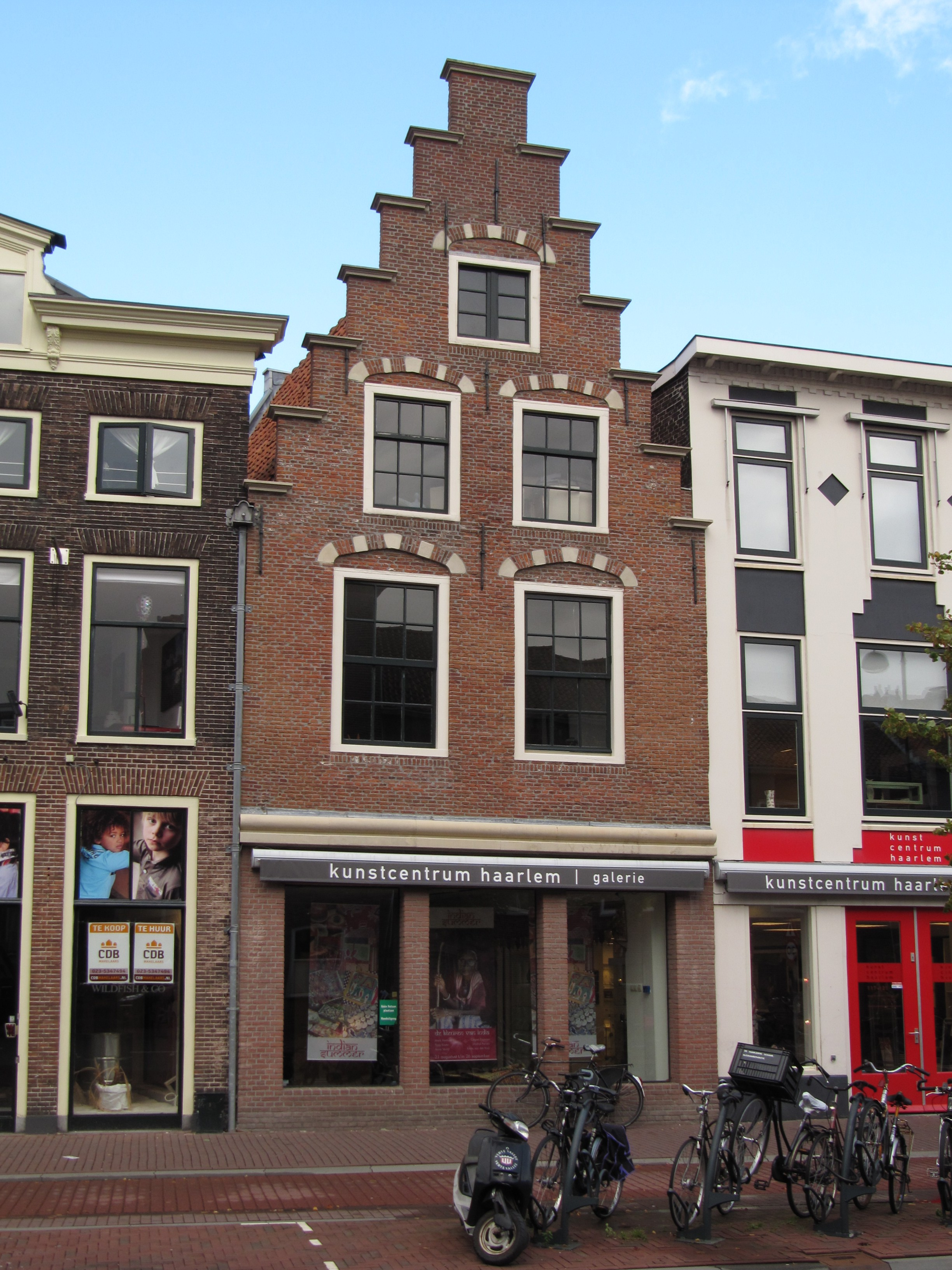
Kunstuitleen Haarlem

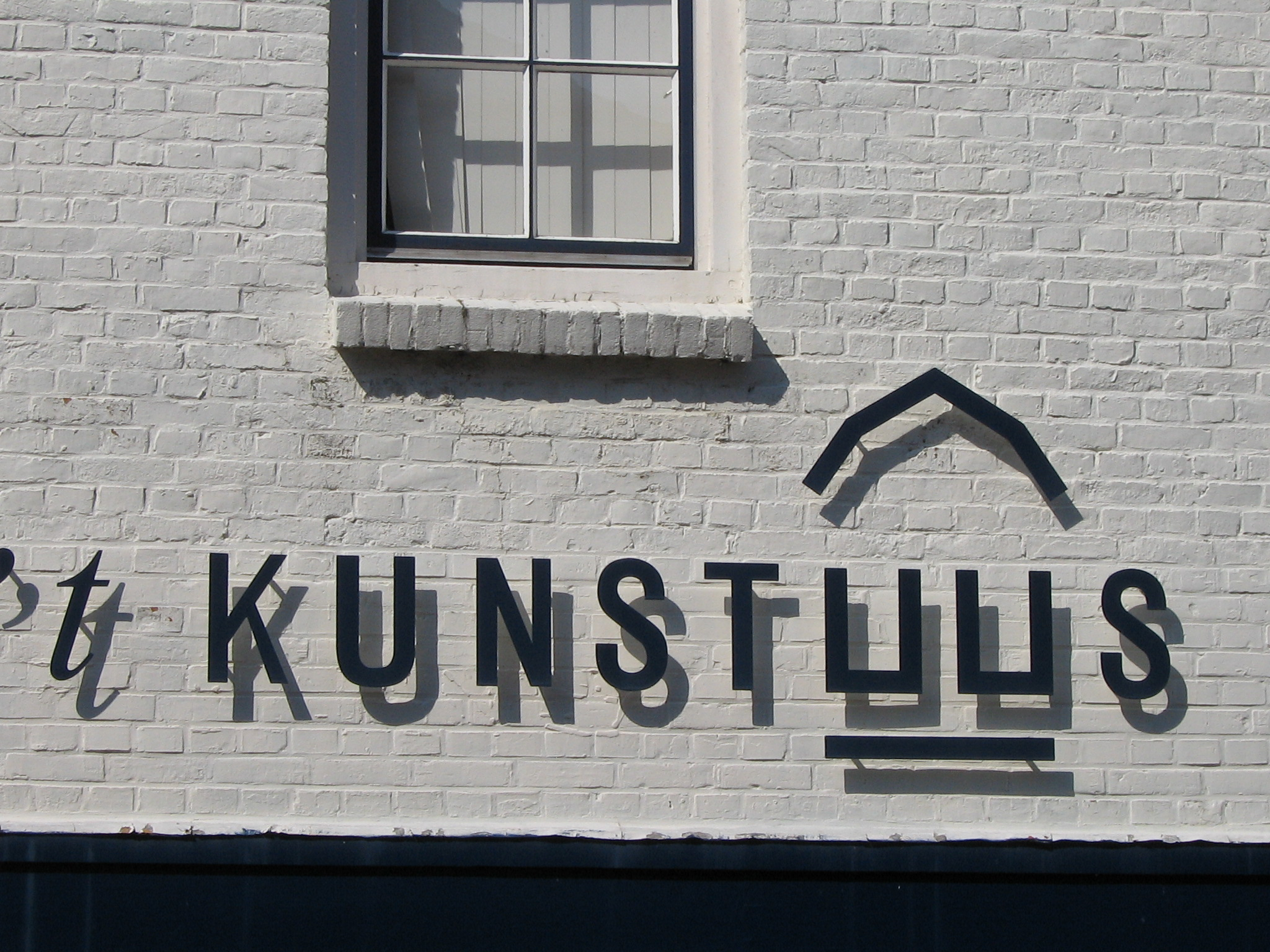
Een kunstuitleen in Zeeland

Een kunstuitleen is een organisatie die werken van beeldende kunst in bruikleen geeft of verhuurt aan particulieren of bedrijven. In Nederland is de term 'kunstuitleen' gangbaar, in Vlaanderen wordt kunstuitleen geregeld door de organisatie Kunst in Huis.

## Werkwijze
Een andere naam voor een kunstuitleen is artotheek. Oorspronkelijk verschilden deze begrippen van elkaar. De kunstuitleen is een particulier initiatief om kunst te verhuren en te verkopen. De artotheken waren gemeentelijke instellingen, die waren bedoeld om kunstwerken die in het kader van de contraprestatieregeling of BKR waren aangekocht, te verhuren. De verkoop van deze werken was niet toegestaan.
In veel provincies en steden in de Benelux bestaan er instellingen voor kunstuitleen. De meeste instellingen voor kunstuitleen zijn vanuit ideële overwegingen opgestart; enerzijds om kunstenaars een groter publieksbereik te geven en te ondersteunen in het uitoefenen van hun artistieke vak en anderzijds om het voor iedereen mogelijk te maken om van kunst te genieten. Het kan hierbij gaan om schilderijen, etsen, lithografieën, beeldhouwwerken of andere werken van schilder- en beeldhouwkunst van bekende en minder bekende kunstenaars.
Men kan voor een bepaalde tijd lid worden een kunstuitleen en kunstwerken huren. Een  kunstwerk kan in bezit zijn van de kunstuitleen of door de kunstenaar in consignatie zijn gegeven. In dat geval ontvangt de kunstenaar een vergoeding voor de periode dat het kunstwerk wordt uitgeleend. Vaak kunnen kunstwerken uit de collectie door huurders aangekocht worden. Meer en meer kunstuitlenen hanteren een huurvorm waarbij een deel van de huurvergoeding als spaartegoed gereserveerd wordt. Met dit spaartegoed kan een huurder kunst aanschaffen.
Naast het bieden van een gevarieerde collectie en aantrekkelijke huurvoorwaarden organiseert vrijwel iedere kunstuitleeninstelling ook regelmatig exposities en lezingen om kunst onder de aandacht te brengen. Soms wordt een kunstuitleen gecombineerd met een Centrum voor Beeldende Kunst (CBK) of een kunsthuis. Ook hier wordt kunstuitleen gecombineerd met openbare tentoonstellingen en andere culturele activiteiten zoals concerten en voordrachten.

## Geschiedenis

### Stichting Beeldende Kunst
Geestelijk vader van de kunstuitleen was Pieter Kooistra. Hij richtte in 1955 de Stichting Beeldende Kunst (SBK) op in Amsterdam. Begin jaren zeventig verspreidde het fenomeen 'kunstuitleen' zich in Nederland. Na Amsterdam werden door particulieren met een hart voor kunst ideële kunstuitlenen opgericht in Den Haag, Rotterdam, Zwolle en Groningen.
Vanaf halverwege de jaren tachtig ontstonden ook de eerste commerciële kunstuitlenen. De collecties van deze kunstuitlenen worden soms meer samengesteld op populariteit van stijl en thema en minder op basis van artistieke kwaliteit of andere overwegingen.
IQ Kunstuitleen & Verkoop aan de Haarlemmerstraat in Amsterdam was in 1985 de eerste commerciële kunstuitleen formule van Nederland.